# Japán vasútvillamosítási rendszereinek listája
Ez a lista a Japánban alkalmazott vasútvillamosítási rendszereket mutatja be.

## A-F
- Agatsuma Line - 1500V DC, 1067 mm
- Akita Shinkansen -
- Aoimori Railway -1500V DC, 1067 mm
- Chūō Main Line - 1500V DC, 1067 mm, első villamosított vonal Japánban
- Chūō-Sobu Line - 1500V DC, 1067 mm
- Fukuchiyama Line - 1500V DC, 1067 mm

## G-K
- Gakkentoshi Line - 1500V DC, 1067 mm
- Hachiko Line - 1500V DC, 1067 mm
- Hakone Tozan Line - 1500V DC, 1067 mm and 1435 mm
- Hankyu Kobe Line - 1500V DC, 1435 mm
- Hankyu Kyoto Line - 1500V DC, 1435 mm
- Hanwa Line - 1500V DC, 1067 mm
- Hokuriku Main Line-1500 V DC and 20 kV AC, 1067 mm
- Itsukaichi Line - 1500V DC, 1067 mm
- JR Kobe Line - 1500V DC, 1067 mm (Hivatalosan Tōkaidō Main Line és Sanyō Main Line része)
- Joetsu Line - 1500V DC, 1067 mm
- Kagoshima Main Line- 20 kV AC, 1067 mm
- Kaigan Line
- Kansai Airport Line - 1500V DC, 1067 mm
- Karasuma Line - 1500V DC, 1435 mm
- Keihan Main Line - 1500V DC, 1435 mm
- Keihin-Tohoku Line - 1500V DC, 1067 mm
- Kintetsu Kyoto Line - 1500V DC, 1435 mm
- Kintetsu Minami-Osaka Line - 1500V DC, 1067 mm
- Kintetsu Nagano Line - 1500V DC, 1067 mm
- Kintetsu Nagoya Line - 1500V DC, 1435 mm
- Kintetsu Nara Line - 1500V DC, 1435 mm
- Kintetsu Osaka Line - 1500V DC, 1435 mm
- Kitakyushu monorail

## L-S
- Minato Mirai Line - 1500V DC, 1067 mm
- Musashino Line - 1500V DC, 1067 mm
- Nagasaki Main Line - 20 kV AC, 1067 mm
- Namboku Line (Kobe) - 1500V DC, 1067 mm
- Nambu Line - 1500V DC, 1067 mm
- Odakyu Odawara Line - 1500V DC, 1067 mm
- Odakyu Enoshima Line - 1500V DC, 1067 mm
- Odakyu Tama Line - 1500V DC, 1067 mm
- Ome Line - 1500V DC, 1067 mm
- Osaka Loop Line - 1500V DC, 1067 mm
- Osaka Monorail -
- Osaka Municipal Nanko Port Town Line - 600 V AC három fázisú
- Osaka Municipal Subway Chūō Line - 750 V DC - három sines rendszer
- Osaka Municipal Subway Midosuji Line - 750 V DC - három sines rendszer
- Osaka Municipal Subway Nagahori Tsurumi-ryokuchi Line - 1500 V DC - felsővezeték
- Osaka Municipal Subway Sakaisuji Line - 1500 V DC - felsővezeték 1435 mm
- Osaka Municipal Subway Sennichimae Line - 750 V DC - három sines rendszer
- Osaka Municipal Subway Tanimachi Line - 750 V DC - három sines rendszer
- Osaka Municipal Subway Yotsubashi Line - 750 V DC - három sines rendszer
- Saikyo Line - 1500V DC, 1067 mm
- Sanyō Main Line - 1500V DC, 1067 mm
- Seishin-Yamate Line - 1500V DC, 1435 mm
- Sobu Main Line - 1500V DC, 1067 mm

## T-Z
- Toden Arakawa Line - 600 V DC - 1372 mm - surviving streetcar.
- Toei Asakusa Line - 1500V DC, 1435 mm
- Toei Oedo Line - linear motor
- Tohoku Main Line - 1500V DC (Dél Kuroiso) és 20kV AC (Észak Kuroiso), 1067 mm
- Tōkaidō Main Line - 1500V DC, 1067 mm
- Tokyo Metro Chiyoda Line - 1500V DC, 1067 mm
- Tokyo Metro Ginza Line - 600V DC, 1435 mm, háromsínes rendszer
- Tokyo Metro Hanzomon Line - 1500V DC, 1067 mm
- Tokyo Metro Hibiya Line - 1500V
- Tokyo Metro Marunouchi Line - 600V DC, háromsínes rendszer
- Tokyo Metro Namboku Line - 1500V DC, 1067 mm
- Tokyo Metro Tozai Line - 1500 V DC
- Tokyo Metro Yurakucho Line - 1500V DC, 1067 mm
- Tokyo Monorail
- Tokyo Waterfront Area Rapid Transit - 1500V DC, 1067 mm
- Tokyu Den-en-toshi Line - 1500V DC, 1067 mm
- Tokyu Toyoko Line - 1500V DC, 1067 mm
- Tozai Line - 1500V DC, 1067 mm
- Tozai Line (Kobe) -
- Tozai Line (Kyoto) - 1500 V DC, 1435 mm
- Tsukuba Express - 1500 V DC és 20 kV AC
- Yamanote Line - 1500V DC, 1067 mm
- Yamatoji Line - 1500V DC, 1067 mm (hivatalosan Kansai Main Line része)